# Bis-HPPP
2,2-Bis[4(2,3-hydroxypropoxy)fenyl]propan (zkráceně bis-HPPP) je organická sloučenina vznikající rozkladem bis-GMA esterázami přítomnými ve slinách. Tato látka se také označuje BADGE·2H2O, jelikož se jedná o hydrolyzovanou obdobu bisfenol A-diglycidyletheru (BADGE), používaného na výrobu epoxidových pryskyřic.
Z hlediska struktury se jedná o diether bisfenolu A.

## Výroba
Bis-HPPP vzniká, společně s kyselinou methakrylovou, hydrolýzou 2,2-bis[4(2-hydroxy-3-methakryloxypropoxy)fenyl]propanu (bis-GMA). Tato reakce je častou součástí hydrolytického rozkladu zubních výplní, protože esterázy přítomné ve slinách mohou štěpit esterové vazby akrylátových polymerů obsažených v těchto výplních.
Při analýze pomocí hmotnostní spektrometrie se zjistilo, že se mohou hydrolyzovat esterové vazby na obou methakrylátových skupinách bis-GMA, čímž vzniká, společně se dvěma molekulami kyseliny akrylové, bis-HPPP.